# The Fighting Shepherdess

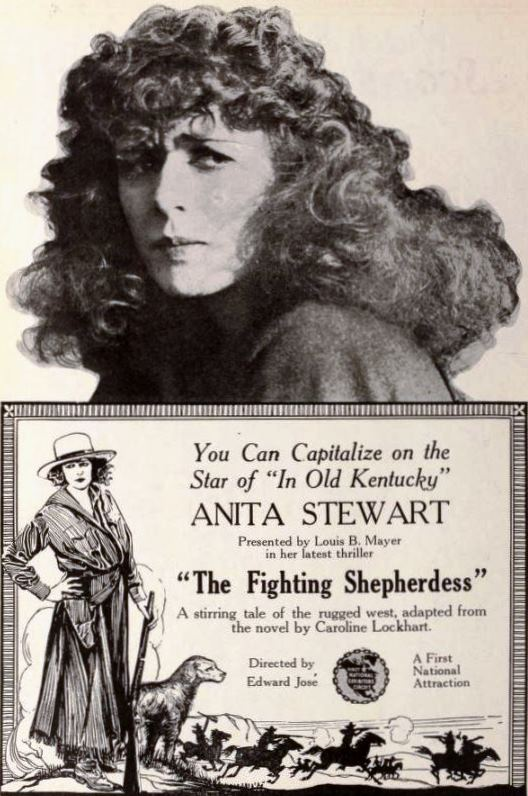
Annonce du film dans le magazine Exhibitors Herald.

The Fighting Shepherdess est un film américain réalisé par Edward José et Millard Webb, sorti en 1920.

## Synopsis
Une jeune femme fait en sorte que son ranch de moutons situé dans le Wyoming ne tombe pas aux mains d'éleveurs de bétail peu scrupuleux...

## Fiche technique
- Réalisation : Edward José et Millard Webb
- Scénario : Frank Mitchell Dazey d'après The Fighting Shepherdess de Caroline Lockhart
- Photographie : Tony Gaudio
- Production : Anita Stewart Productions, Louis B. Mayer Productions
- Distributeur : First National Exhibitors' Circuit
- Genre : Western[1]
- Durée : 50 minutes
- Date de sortie : 1er mars 1920

## Distribution

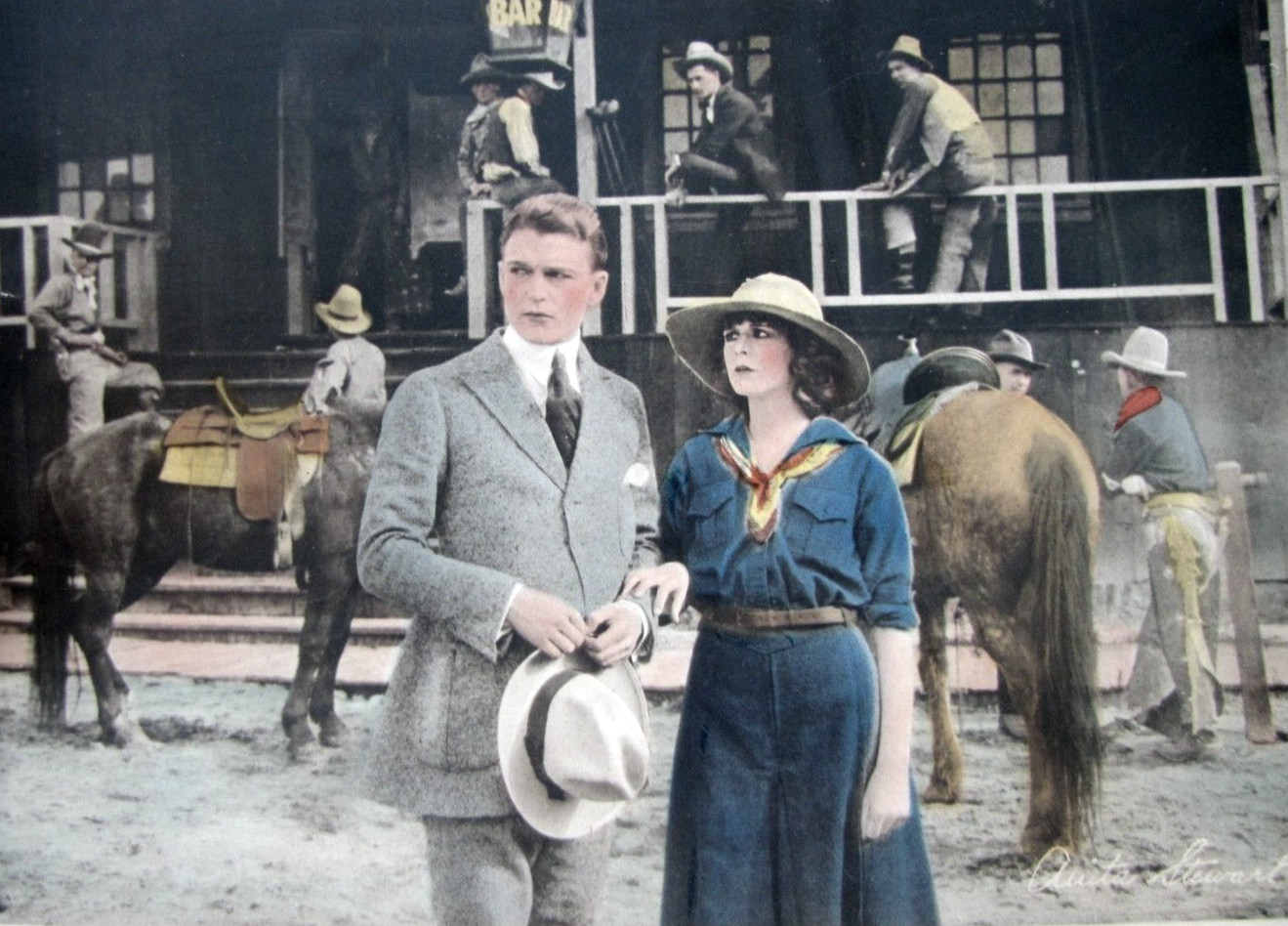
Carte promotionnelle du film, avec Anita Stewart.

- Anita Stewart : Kate Prentice
- Wallace MacDonald : Hughie
- Noah Beery Sr. : Mormon Joe
- Walter Long : Pete Mullendore
- Eugenie Besserer : Jezebel
- John Hall : Tetters
- Gibson Gowland : Bowers
- Calvert Carter : Mayor
- Billie DeVail : Banker
- Maude Wayne : Beth
- Ben Lewis : Lingle
- Will Jeffries : L'ingénieur